# Denver Nuggets
Denver Nuggets er et amerikansk basketballhold fra Denver i Colorado, der spiller i NBA-ligaen. Holdet blev stiftet i 1967 som Denver Rockets, men skiftede til sit nuværende navn i 1974. Holdet vandt sit første NBA-mesterskab i juni 2023.

## Tidligere navne
- Denver Rockets (1967-1974)

## Nuværende profiler
- Nenê
- Raymond Felton
- Danilo Gallinari
- Dan Issel
- Nikola Jokić
- J. R. Smith